# 前原一磨
前原 一磨（まえはら かずま、1976年 - ）は、日本の脚本家、放送作家である。愛知県出身。

## 人物
- 2002年にNHKオーディオドラマ脚本懸賞公募佳作
- その後ラジオドラマを中心に複数執筆
- 映像制作会社を経て、2009年に独立。
- 以降、放送作家としてテレビ、ドラマ、CFなど多方面で活動。

## 参加作品

### ドラマ
- 林修先生の見れば納得！ギジンカイメイ（NHK）
- ドッキリはドラマのあとで（フジテレビ）ドラマ脚本（2016年）
- あなたの知るかもしれない世界（フジテレビ）ドラマ脚本（2013年-2015年）
- チェリーナイツ 脚本 全8回（BSフジ2011年）（（前原カズマ名義。）
- 手紙 ノンスタイル石田作品 脚本（吉本100本映画 2007年）
- NHK-FM FMシアター「KIRA」 （60分ドラマ 2004年）
- NHK-FM 青春アドベンチャー不思議屋シリーズ（2002年〜）

### テレビ
- モーニングCROSS（東京MX ※木曜担当）
- 丸の内小町(テレビ朝日 2016〜)
- バイキング（フジテレビ）
- テレビ東京「夏休み！親子で楽しむ“自由研究でゲラゲラポー！”」（2015年）
- WOWOW 氷室京介25周年記念番組 全3回（2014年）
- WOWOWサザンオールスターズ復活特番「ピースとハイライト」（2013年）
- WOWOWサザンオールスターズ年越しライブ特番（2014年）
- フジテレビ「話題になりそうな夜」（2014年）
- アノ人たちの作り方 〜なぜこうなった!?ファクトリー〜（フジテレビ2013年）
- BS朝日「クボタ120周年記念特番 ぼくらの惑星物語」(2011年)
- WOWOW「藤原紀香ローマの風」2007年）
- テレビ朝日「versus」（音楽特番）

### インターネット
- AbemaTV 妄想マンデー

### 広告
- microsoft「INSIDEXBOX」
- ダイナースクラブカード店頭ＰＲ映像（2016年）
- 三井住友信託銀行「ラップ口座PR番組」（2015年BS11）
- P&G「ウィスパー」×「映画『セックス・アンド・シティ』」コラボCM
- 資生堂「エリクシール」「専科」展示会用ドラマ脚本（2011年）
- ionkesho web CM「SHIMICOM」構成（2011〜2013）

ほか多数